# That '70s Show
That '70s Show è una sitcom statunitense i cui protagonisti sono un gruppo di adolescenti che vivono a Point Place (Fond du Lac), città del Wisconsin vicino a Milwaukee, nella seconda metà degli anni Settanta.
La prima puntata è andata in onda negli USA il 23 agosto 1998, mentre l'ultima il 18 maggio 2006. In totale sono stati realizzati 200 episodi, suddivisi in otto stagioni, trasmessi su Fox, rete televisiva per la quale rimane uno dei programmi più duraturi; in Italia tutte le stagioni sono state trasmesse da Jimmy (le prime due anche da MTV).
La serie è nota per avere lanciato molti degli attori protagonisti, come Topher Grace, Ashton Kutcher, Laura Prepon e Mila Kunis la quale, sebbene il provino fosse aperto solo ai maggiorenni, riuscì a parteciparvi all'età di 14 anni aggiudicandosi la parte di Jackie Burkhart.

## Episodi
| Stagione         | Episodi | Prima TV originale | Prima TV Italia |
| ---------------- | ------- | ------------------ | --------------- |
| Prima stagione   | 25      | 1998-1999          | 1999            |
| Seconda stagione | 26      | 1999-2000          | 2000            |
| Terza stagione   | 25      | 2000-2001          | 2001            |
| Quarta stagione  | 27      | 2001-2002          | 2003-2004       |
| Quinta stagione  | 25      | 2002-2003          | 2004            |
| Sesta stagione   | 25      | 2003-2004          | 2004            |
| Settima stagione | 25      | 2004-2005          | 2005            |
| Ottava stagione  | 22      | 2005-2006          | 2007            |

## Personaggi e interpreti

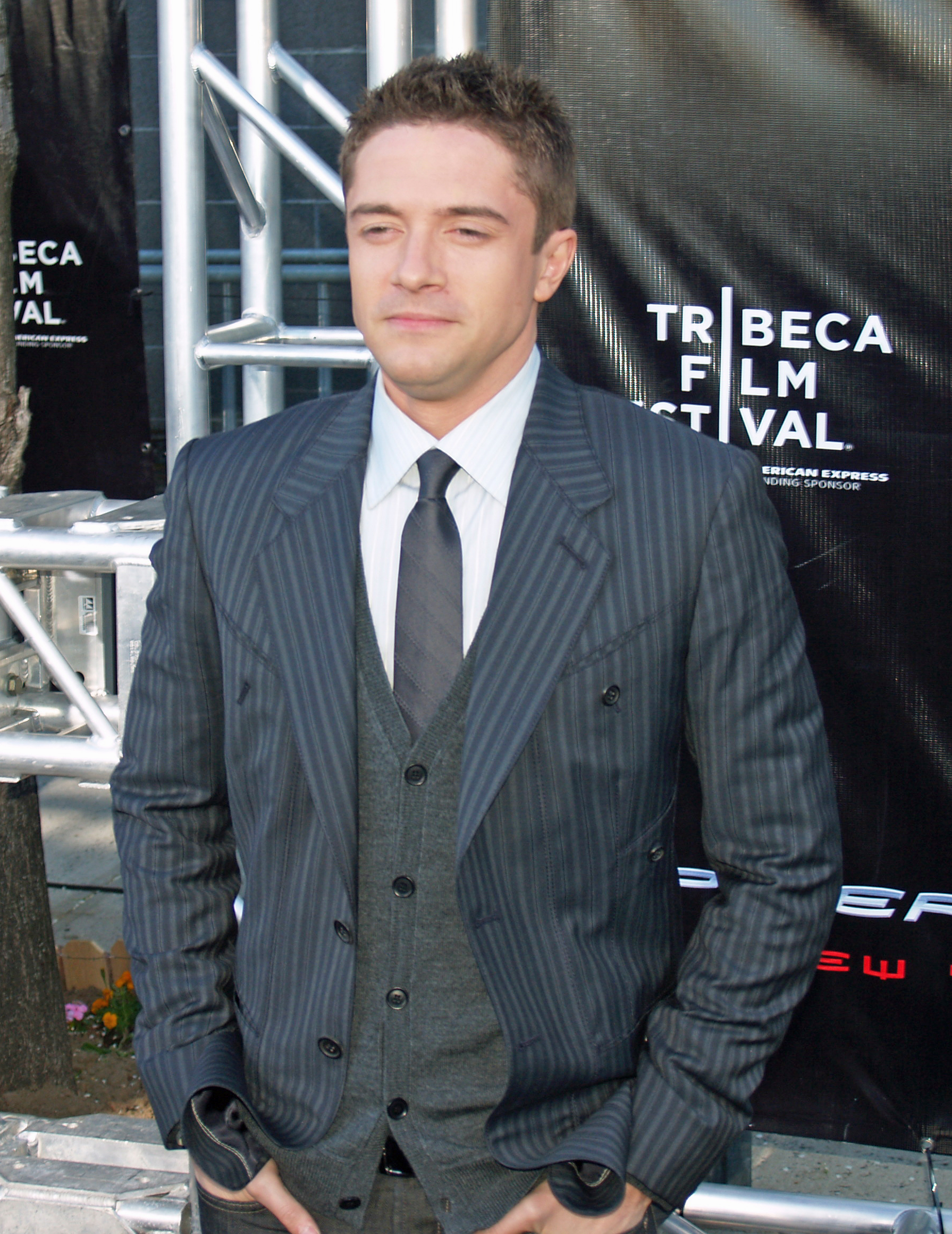
Topher Grace, interprete di Eric Forman

- Topher Grace, interprete di Eric FormanEric Forman (stagioni 1-7 ed episodio 8x22), interpretato da Topher Grace, doppiato da Sergio Luzi.
Eric è il protagonista del telefilm. È un perfetto adolescente medio americano, sebbene sia molto magro, e per questo venga spesso preso in giro. È anche un ragazzo molto insicuro, probabilmente a causa dei rimproveri che il padre, Red, non manca mai di fargli. Nelle prime puntate si fidanza con Donna, la vicina di casa, salvo poi lasciarsi nel finale della terza serie a causa del rifiuto della ragazza di portare un anello di fidanzamento; questa rottura lo tormenterà per tutta la quarta stagione, ma i due torneranno insieme nel corso della quinta stagione; nella sesta Eric e Donna decideranno di sposarsi ma Eric, spaventato, scapperà il giorno prima delle nozze, facendo infuriare Donna.
Guida una vecchia Oldsmobile Vista Cruiser, donatagli dai genitori il giorno del suo diciassettesimo compleanno (e nel primo episodio), ma che gli verrà ritirata da Red nel 2º episodio della quinta stagione.
Al termine della settima stagione, Eric partirà per l'Africa per diventare un professore; la cosa non sarà presa molto bene da Donna e dalla madre. Per tutta l'ottava stagione non sarà mai presente, anche se verrà nominato spesso dai suoi amici. Nell'episodio Good Company Donna dirà che Eric l'ha lasciata.
Comparirà nuovamente nel finale dell'ultimo episodio, scusandosi con Donna per essere andato via, perché nell'anno passato in Africa si era reso conto di aver sbagliato e di essere ancora innamorato di lei. I due si baceranno davanti alla Vista Cruiser, ma non si capisce se torneranno insieme.

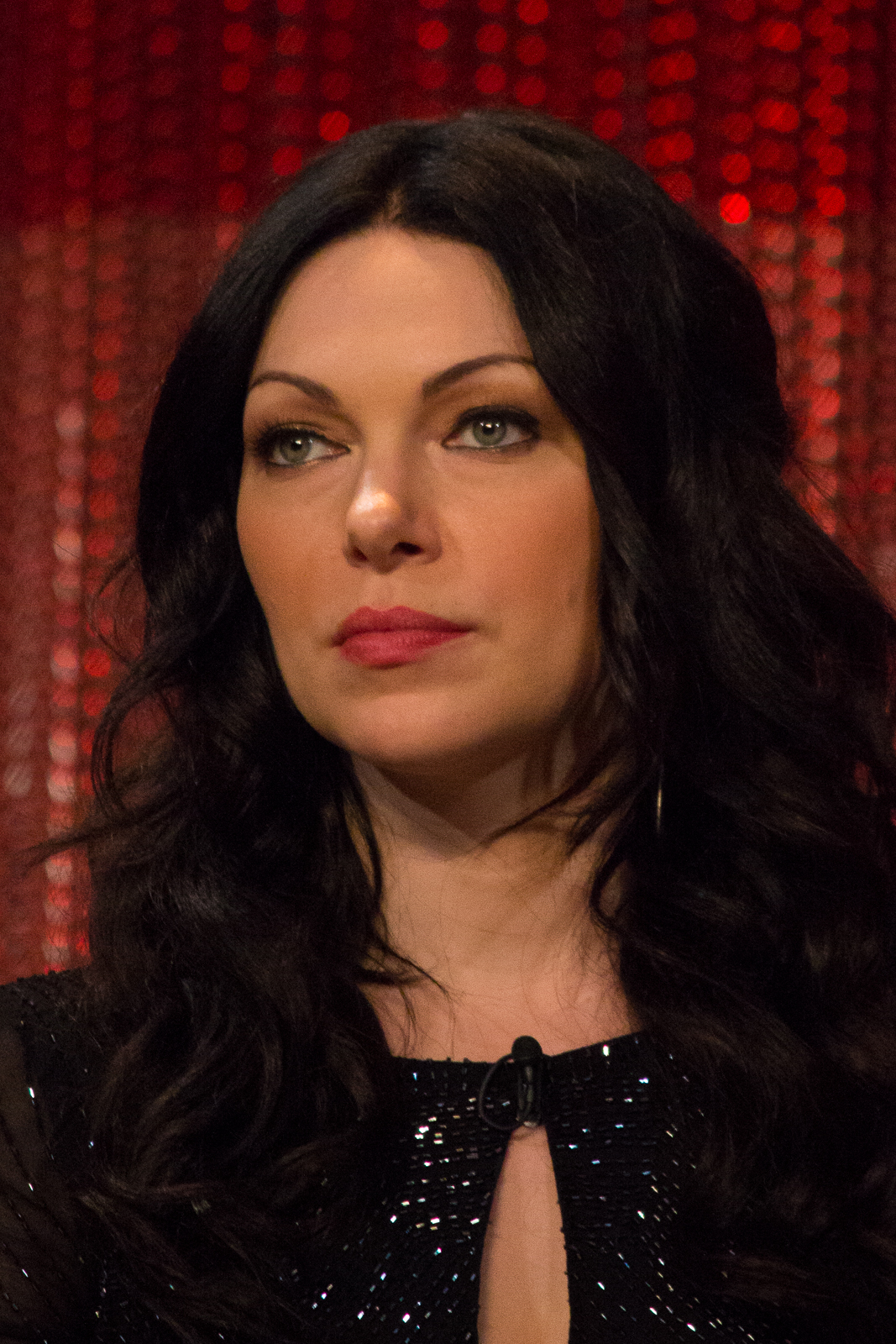
Laura Prepon, interprete di Donna Pinciotti

- Laura Prepon, interprete di Donna PinciottiDonna Pinciotti (stagioni 1-8), interpretata da Laura Prepon, doppiata da Emilia Costa.
Donna è la classica "vicina di casa perbene", che crede nel femminismo. Ha i capelli rossi (fino alla sesta stagione) e una corporatura piuttosto robusta, e questo la rende oggetto di numerose battute, data la contrapposizione con l'esilità di Eric, con cui è fidanzata. Nel corso degli anni riceverà la conduzione di una trasmissione radiofonica.
Desiderosa di indipendenza, nella puntata finale della terza stagione (The promise ring) verrà scaricata da Eric perché l'anello che lui le ha regalato la fa sentire troppo "legata"; per metà della quarta stagione sarà in continuo litigio con il suo ex ragazzo, che ama ancora, finché non inizierà ad uscire con Casey Kelso, fratello di Michael, che la trasformerà in una ragazza irrispettosa nei confronti degli adulti, in particolare il padre; nell'ultima puntata della quarta serie (Love, Wisconsine style), Donna marina la scuola e si ubriaca, facendo infuriare il padre Bob, che la punirà; nello stesso momento Casey le dice di essersi stancato di stare con lei e la lascia, facendola sprofondare in uno stato di depressione. A questo punto chiede ad Eric se vuole tornare con lei, ma il ragazzo, nonostante sia ancora innamorato di lei, le dice di no per motivi di orgoglio, così Donna scappa in California dalla madre ed Eric, nella prima puntata della quinta serie, andrà a riprenderla.
Il loro rapporto andrà a gonfie vele finché, nel finale della sesta serie, quando, dopo aver deciso di non iscriversi all'università per non allontanarsi da Eric, quest'ultimo scapperà di casa il giorno prima del suo matrimonio, terrorizzato dall'idea di rovinare la vita di Donna con una decisione avventata; i due comunque faranno pace nell'episodio finale della serie, e decideranno di dare una sterzata alle proprie vite.
- Steven Hyde (stagioni 1-8), interpretato da Danny Masterson, doppiato da Fabrizio Picconi (st. 1-6).
Steven è il classico adolescente ribelle degli anni settanta. Come tale, ascolta musica alternativa, e veste in modo peculiare. Adora i Led Zeppelin, i Jethro Tull e gli AC/DC. Steven vive con la madre (persona ancor più dissoluta di Laurie), che poi lo abbandona, non lasciandogli altra scelta che quella di trasferirsi a casa Forman, dove si sistema in una stanza nel seminterrato. Il padre, invece, lo abbandona ancora prima, anche se poi scoprirà che il suo padre biologico è un altro.
Nella prima stagione si innamorerà di Donna, ma lei non ricambierà i suoi sentimenti poiché innamorata di Eric. Durante la quinta stagione si fidanzerà con Jackie, appena scaricata da Michael, e questo creerà qualche problema tra i due amici, ma alla fine Kelso deciderà di farsi da parte e anzi consentirà la riappacificazione tra i due innamorati negli episodi iniziali della sesta stagione.
La sua storia con Jackie finirà definitivamente nel finale della settima stagione: nell'episodio Take it or leave it, la ragazza riceverà un'offerta di lavoro da un network di Chicago, e lancerà un ultimatum ad Hyde: o si sposano, oppure lei partirà. Al suo rifiuto di sposarla, Jackie partirà per l'Illinois con Kelso, Hyde li seguirà per trovarli poi in una camera di albergo mentre stanno per copulare; Hyde scapperà via e si farà rivedere nel primo episodio dell'ultima stagione dicendo di essere stato a Las Vegas. Parlerà con Jackie dicendole che vorrebbe sposarla ma in futuro; quando tutto sembra tornare alla normalità compare una ragazza di nome Samantha, che di professione fa la spogliarellista a Las Vegas, e che Hyde ha sposato da ubriaco.
Inizia così la sua vita coniugale a casa Forman, che si concluderà nell'episodio My fairy king, quando si scoprirà che Samantha era già sposata, e decideranno di lasciarsi. Nel finale della serie Hyde otterrà dal padre il controllo definitivo del negozio di dischi in cui aveva lavorato a partire dalla settima stagione.
- Michael Kelso (stagioni 1-7; guest st. 8), interpretato da Ashton Kutcher, doppiato da Francesco Massimo.
Michael, spesso chiamato per cognome, è lo stupido della compagnia. La sua occupazione principale è inseguire le ragazze, sebbene sia fidanzato con Jackie, almeno nelle prime stagioni. Più avanti lo vedremo nelle vesti di un agente di Polizia, lavoro che lo porterà ad abbandonare il gruppo per trasferirsi a Chicago, nell'ottava stagione.
Nella settima stagione diventerà padre di una bambina, Betsie, avuta in un'avventura durante un concerto con la bibliotecaria di Point Place.
Nell'ultima stagione comparirà nei primi 4 episodi; in Misfire, durante l'anniversario dei 25 anni di nozze di Kitty e Red, chiederà a Jackie di sposarlo; quest'ultima però, che già sapeva che glielo avrebbe chiesto, rifiuta perché lo considera ancora immaturo. Kelso però è contento del fatto che lei lo abbia respinto, in quanto potrà trasferirsi a Chicago ed accettare l'offerta di lavoro come buttafuori in un locale di spogliarelliste che aveva ricevuto proprio quel giorno.
Comparirà nuovamente nell'ultimo episodio, quando si unirà a Fez ed Hyde sulla torre dell'acqua, da cui volerà un'ultima volta.
È l'ultimo personaggio della serie a comparire, mentre si mette un casco dei Packers in testa e sale per festeggiare il nuovo decennio.
- Fez (stagioni 1-8), interpretato da Wilmer Valderrama, doppiato da Daniele Gatti (st. 1-5) e da Simone Marzola (st. 6-8)
Fez è un ragazzo straniero, giunto a Point Place attraverso un programma di scambio studentesco. FES è infatti l'acronimo di Foreign Exchange Student (con una piccola licenza poetica), studente di scambio straniero. Il suo vero nome e il paese di origine rimarranno un mistero per tutta la serie. I suoi genitori "adottivi" sono molto bigotti e successivamente andrà a vivere da solo. Fez non parla perfettamente la lingua, cosa che spesso lo porta a dire cose che non vorrebbe. Il suo comportamento è spesso guidato dai suoi ormoni, che sfuggono al suo controllo, sebbene venga spesso bistrattato dalle ragazze, proprio a causa del suo essere straniero. L'esperienza lavorativa più importante è quella alla motorizzazione, dove conoscerà il suo capo, Nina, che diventerà la sua fidanzata per diverse puntate e sarà la prima ragazza con cui Fez avrà un rapporto sessuale; in seguito la lascerà perché capisce che lei non è più innamorata di lui. Nel finale della quinta stagione gli scadrà il visto americano, cosa che lo costringerebbe a rientrare nel suo paese natale; nella puntata Celebration day, l'ultima della quinta serie, si sposerà segretamente con Laurie Forman in modo da ottenere il passaporto statunitense e poter quindi continuare a vivere con i suoi amici. La notizia del matrimonio però causerà un infarto a Red, da sempre contro gli stranieri. Essendo un matrimonio di convenienza, Laurie non ama Fez, tanto che andrà in Messico in viaggio di nozze con un altro uomo, andranno vicino al divorzio, voluto da Red, ma cambieranno idea quando inizieranno ad arrivare i regali di nozze dai parenti. Nella settima stagione Fez inizierà a lavorare come sciampista nel locale salone di bellezza, questo diventerà il suo lavoro definitivo. Nel finale della serie Fez andrà a vivere con Kelso. Nell'ottava stagione, quando Michael deciderà di trasferirsi a Chicago, Jackie prenderà il suo posto: la ragazza, delusa per non aver ancora trovato un fidanzato, deciderà di scrivere una lista con le qualità che dovrebbe avere il suo uomo ideale e scoprirà che non è altri che Fez. I due però si scaricheranno a vicenda, finché, nel penultimo episodio (Love of my life), quando ormai Fez aveva deciso di tornare definitivamente nel suo paese natale, Jackie gli dirà che vuole essere la sua fidanzata, convincendolo a restare. Nell'ultimo episodio si scambieranno il loro primo bacio sulla torre dell'acqua.
Nel corso di tutta la serie non viene mai rivelato né il vero nome di Fez, né il suo paese natale. In realtà, in un episodio si vede, in un flashback, il momento in cui il gruppo conosce Fez, e questo si presenta col suo lunghissimo nome, che però viene oscurato dalla campanella scolastica, che suona proprio in quel momento. In realtà, in quel momento, leggenda vuole che Wilmer Valderrama pronunci i nomi di tutti gli altri attori protagonisti dello show. Quanto al suo paese natale, in una delle ultimissime puntate veniamo a sapere che si tratta di un'isola, abitata da britannici e olandesi, e che vi si può arrivare dal Brasile, ma nulla di più.

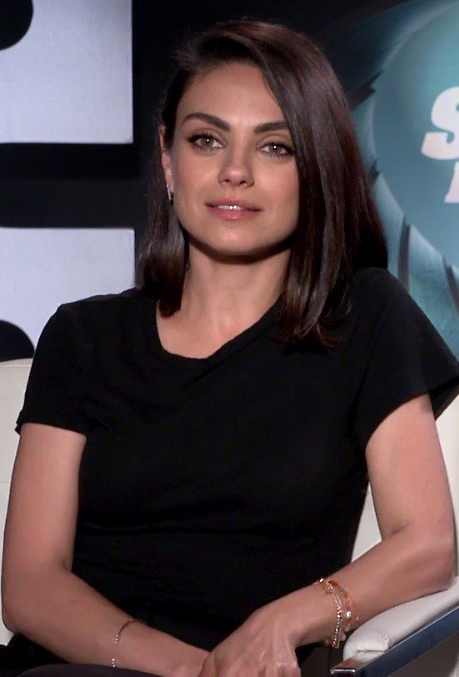
Mila Kunis, interprete di Jackie Burkhart

- Mila Kunis, interprete di Jackie BurkhartJackie Burkhart (stagioni 1-8), interpretata da Mila Kunis, doppiata da Micaela Incitti.
Jackie, di un anno più piccola di tutti i ragazzi (tranne Kelso che nella puntata Halloween si scoprirà essere di due anni più grande) e il cui secondo nome è Beulah (sempre rivelato nella puntata Halloween) è una "figlia di papà", ricca, snob ed egoista. Adora criticare tutte le brutte persone che vede, in quanto crede di essere la più bella di tutte le ragazze. Nonostante queste caratteristiche Jackie è molto popolare a scuola, infatti è stata votata come Regina Delle Nevi Sui Roller, La Più Popolare e Con Le Gambe Migliori. Le sue massime preoccupazioni sono la sua posizione di cheerleader, e il suo aspetto. Jackie è fidanzata con Michael Kelso dalla prima stagione, poi quando lui la tradirà spesso con varie ragazze, nelle stagioni successive si fidanzerà con Steven Hyde, ovvero il suo opposto caratteriale. Dalla 5 stagione gli aspetti negativi del carattere di Jackie andranno a demolirsi per mostrare un lato di sé più insicura e vulnerabile forse anche a causa dell'arresto del padre e dall'abbandono di sua madre. Per questo motivo si trasferirà dall'unica amica sincera che ha: Donna Pinciotti la quale ha idee femministe totalmente opposte alle sue. Jackie infatti crede che la donna debba essere una cuoca in cucina, una cameriera nel soggiorno e un'acrobata nella stanza da letto e che lei possa pagare le prime due. Dalla stagione 7 però lavorerà a Chicago come hostess televisiva e nell'ultima puntata dell'ottava e ultima serie Jackie capirà che l'uomo della sua vita è Fez e si vedrà un bacio fra di loro.
- Reginald Albert[5] "Red" Forman (stagioni 1-8), interpretato da Kurtwood Smith, doppiato da Massimo Milazzo.
Red è il padre di Eric. È un veterano di guerra, e per questo è piuttosto scontroso e molto severo con il figlio. Infatti, nella sua battuta tipica minaccia di dare calci nel sedere a chiunque, spesso in modi molto pittoreschi.
Nei primi episodi viene licenziato dal suo posto di lavoro, così il suo vicino di casa Bob gli offre un lavoro nel suo negozio di elettrodomestici; inizialmente Red non lavora bene in quanto è troppo aggressivo con le clienti (in particolare odia il fatto che comprino i prodotti in base al colore e non alle prestazioni che offre), poi però grazie a Kitty diventa un ottimo venditore. Nel corso della seconda stagione Bob è costretto a chiudere a causa dell'apertura di un nuovo punto vendita della catena Prize-Mart, così Red si offre per diventare supervisore, ma sarà costretto a lavorare col figlio.
Nel finale della 5ª stagione, venuto a conoscenza del matrimonio tra sua figlia Laurie e Fez, verrà colpito da un infarto (Red odia gli stranieri), sul quale si chiuderà la stagione.
Nei primi episodi della sesta, sarà costretto a lasciare il lavoro a causa della sua salute, pregiudicando così l'iscrizione al college di Eric.
Nella settima stagione rileverà un negozio di marmitte abbandonato, ribattezzandolo "Forman & Son", nonostante Eric non lavori con lui. Sarà costretto a chiuderlo nel 15º episodio dell'ultima serie (My fairy king) a causa della concorrenza di un'azienda più grande. Con i soldi derivati dalla cessione del negozio, potrà finalmente andare in pensione e deciderà di trasferirsi con Kitty e Bob in Florida. Nell'episodio finale però, grazie all'aiuto di Hyde che procurerà un abbonamento per la stagione dei Green Bay Packers (la squadra di football del Wisconsin di cui Red è un grande fan), Kitty convincerà suo marito a restare nel Wisconsin.
- Kitty Forman (stagioni 1-8), interpretata da Debra Jo Rupp, doppiata da Emilia Costa.
Kitty Segurson in Forman è l'iperprotettiva madre di Eric e Laurie. È un'infermiera all'ospedale di Point Place ma ogni tanto si prende delle pause per badare di più alla sua famiglia, tanto che quando alla fine della prima stagione vede che Hyde è stato abbandonato dalla sua famiglia lo invita a stare da loro. Uno dei suoi hobby preferiti è quello di cucinare deliziosi manicaretti e bere del buon vino e schnapps alla pesca che la rilassa soprattutto in presenza della madre, della morte del padre e dell'inizio della menopausa. Fino alla terza stagione è una fumatrice, dalla quinta Red le prende un cane di nome Shatzi che lei coccola come se fosse un altro figlio.
- Bob Pinciotti (stagioni 1-8), interpretato da Don Stark, doppiato da Maurizio Reti.
Bob è il marito di Midge e il padre di Donna.
- Midge Pinciotti (stagioni 1-3; guest 6-7), interpretata da Tanya Roberts, doppiata da Laura Mercatali.
Midge è la moglie di Bob e la madre di Donna.
- Leo Chingkwake (stagioni 2-4; 7-8), interpretato da Tommy Chong, doppiato da Sergio Luzi (st. 8).
Leo possiede un negozio che sviluppa le fotografie e durante la seconda stagione assume Hyde. Segue la cultura Hippie, ed è un grande consumatore di marijuana che spesso fuma con Hyde (anche durante l'orario di lavoro) e i suoi amici. Nella settima stagione tornato a Point Place, viene assunto da Hyde nel suo negozio di dischi.
- Randy Pearson (stagione 8), interpretato da Josh Meyers.
Randy è un dipendente del Groove, il negozio di dischi di proprietà del padre di Hyde, che si unirà al gruppo appena rimasto orfano di Eric.
- Laurie Forman (stagioni 1-3; 5-6), interpretata da Lisa Robin Kelly (st. 1-3; 5), e da Christina Moore (st. 6), doppiata da Francesca Listri.
Laurie è la sorella di Eric. È la figlia preferita di Red, sebbene abbia un comportamento duplice. Infatti è una persona piuttosto dissoluta, tranne quando è in presenza di Red. Dalla prima stagione frequenta un college, dal quale è stata poi espulsa anche per aver avuto una relazione segreta con il suo professore di psicologia. Per tutta la seconda stagione è abbastanza presente in quanto è l'amante e poi la ragazza di Michael Kelso. Decide di abbandonare la casa per dedicarsi a un corso di estetista e non viene vista più fino alla fine della quinta stagione ed Eric suppone che sia stata in carcere per due anni. Per evitare che Fez col visto scaduto ritorni nel suo paese natale, ci va a letto e lo sposa. Ovviamente Red, che è da sempre contro gli stranieri, è anche contro questo matrimonio, ma quando iniziano ad arrivare i regali accetta le circostanze di malavoglia. Prima di sposarlo, Laurie era l'oggetto delle fantasie di Fez, ed Eric fa riferimento a lei come al Diavolo in quanto è nata con la coda e non manca di stuzzicarla sulla sua promiscuità. Verrà nominata di rado dagli altri componenti della famiglia, anche se nell'episodio finale Kitty, dopo aver detto a Donna di considerarla come una figlia adottiva, dirà: "A proposito di figlie, qualcuno sa che fine ha fatto Laurie?".
Lisa Robin Kelly ha dovuto lasciare il ruolo per motivi di alcol e droga.

## Aspetti caratteristici
Il telefilm offre un'ottima ricostruzione degli anni settanta, ottenuta anche mediante la frequente apparizione, come guest star, di veri personaggi protagonisti di quel periodo, nel campo musicale (come Alice Cooper e Ted Nugent) o in quello televisivo.
Un'altra caratteristica dello show è il cerchio: si tratta delle scene in cui il gruppo fa uso di marijuana, coi protagonisti seduti lungo la circonferenza di una bobina per cavi elettrici usata come tavolo, e la telecamera, situata nel mezzo, che li riprende a uno a uno, ruotando a 360 gradi, mentre espongono pensieri più o meno strampalati.

## Spin-off
In Regno Unito, la rete televisiva ITV produsse una serie dal titolo Days Like These (Giorni come questi), riciclando i copioni di That '70s Show, cambiandone solo poche battute e i riferimenti culturali. La cosa non ottenne però successo, tanto che il telefilm fu rimosso dai palinsesti prima della fine della prima stagione.
Negli Stati Uniti, invece, nel 2002 fu realizzato That '80s Show che, con un cast diverso ma personaggi sostanzialmente identici, ruotava intorno alla vita di alcuni adolescenti negli anni Ottanta. Anche questo esperimento non ebbe successo e il telefilm fu cancellato precocemente. Dal 2023 Netflix ha prodotto e trasmesso una nuova serie dal titolo That '90s Show che da considerarsi, a tutti gli effetti, uno spin-off/reboot/sequel della serie originale.

## Sequel
A maggio 2022 è stato annunciato un sequel ambientato 15 anni dopo, nel 1995, con protagonista la figlia di Donna ed Eric, Leia (interpretata da Callie Haverda), che decide di far visita ai suoi nonni per l’estate, dove lega con una nuova generazione di ragazzi di Point Place, sotto gli occhi di Kitty e di Red. Il sequel è intitolato That '90s Show.

## Titoli provvisori
Nel corso della produzione, il titolo provvisorio del telefilm era Teenage Wasteland, risultato poi inutilizzabile in modo definitivo, dato che si trattava di una citazione del gruppo musicale The Who dalla canzone Baba O'Riley. Dopo altre idee, come The Kids Are Alright, ancora di stampo Who, Feelin' Alright, Reelin' in the Years e Movin' and Groovin, la produzione decise di utilizzare il titolo che usavano tutti comunemente per riferirsi a «quello spettacolo degli anni '70», ovvero «That '70s show».

## Sigla iniziale
La canzone della sigla iniziale è il brano In the Street, scritto da Alex Chilton e Chris Bell, membri del gruppo Big Star. Nella prima stagione è cantata da Todd Griffin, ma negli anni successivi è stata sostituita da una versione cantata dal gruppo Cheap Trick, intitolata That '70s Song (In the Street). Il testo recita come segue:
The Same Old Thing, We Did Last Week

Not a Thing to Do, but Talk to You

We're All Alright! We're All Alright!

Hello Wisconsin!»
Nella versione della prima stagione le parole "We're All Alright" (tratte in realtà dalla canzone Surrender sempre dei Cheap Trick) sono sostituite con "Whooa Yeah!". Le parole "Hello Wisconsin!" sono invece pronunciate da Danny Masterson, mentre nella versione su disco sono pronunciate dal cantante dei Cheap Trick, Robin Zander.
Nelle prime 7 stagioni, nella sigla vediamo i protagonisti della serie in un'automobile (la Vista Cruiser di Eric), che cantano la canzone, scambiandosi di posto; esistono piccole differenze tra una serie e l'altra (nella prima compaiono solo i sei ragazzi, nelle successive anche Kitty e Red, Bob e Midge, Laurie e Leo), mentre nelle puntate natalizie la musica viene suonata da campane.
Nell'ottava serie invece, la sigla cambia completamente: si svolge infatti nel seminterrato dei Forman, e ricorda i cerchi che formano i protagonisti quando fumano la marijuana; ogni attore canta un pezzo di canzone (anche se poi in realtà la voce è sempre quella di Robin Zander). La sequenza esatta in cui si succedono è: Jackie, Hyde, Donna, Fez, Kitty, Red (che non canta e ha l'aria scocciata), Randy, Bob e Leo (neanche lui canta, e quando sente le parole "Hello, Wisconsin" si guarda intorno perplesso).